# Złote Wybrzeże (kolonia brytyjska)

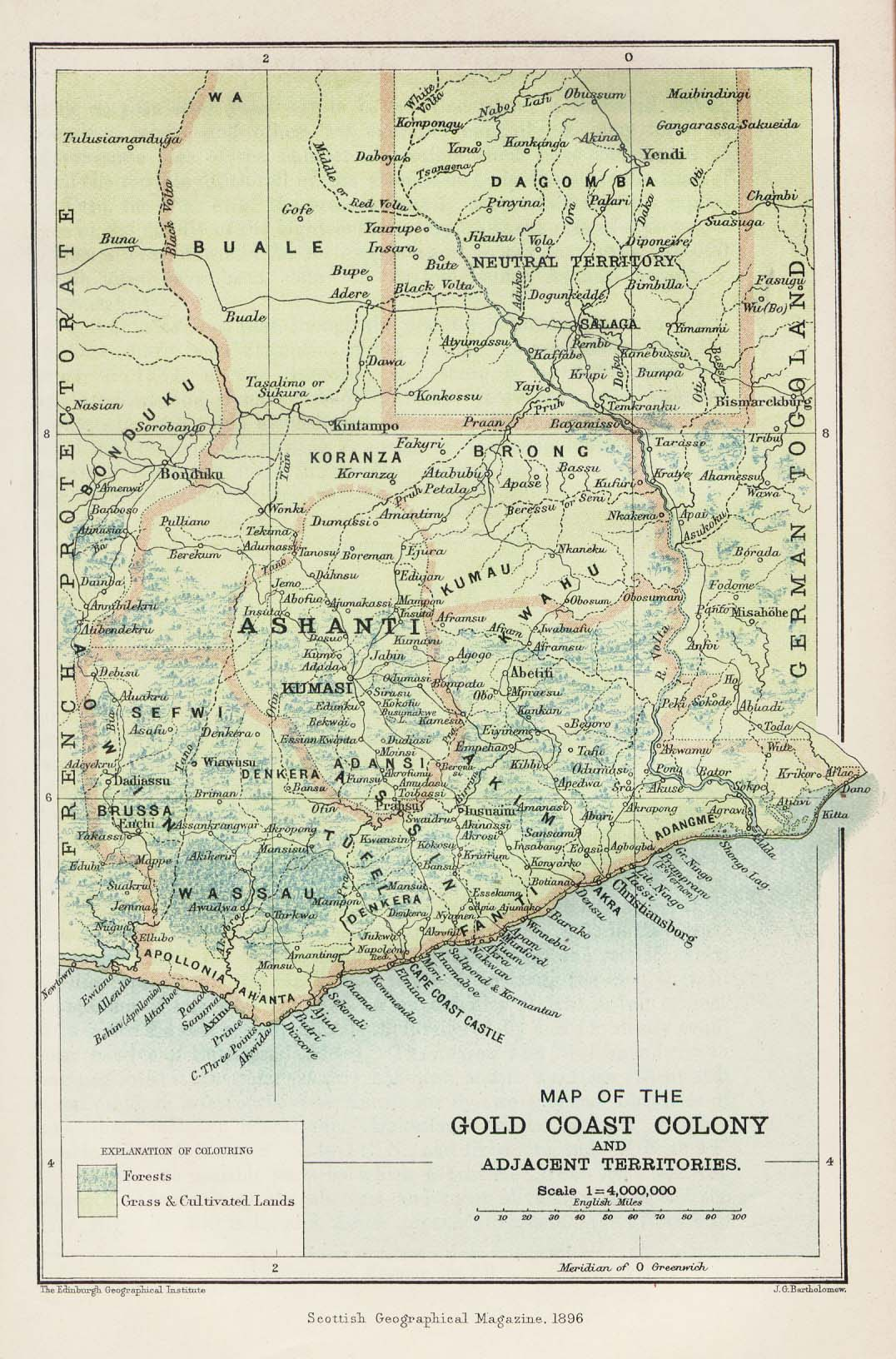
Mapa Brytyjskiego Złotego Wybrzeża z 1896 roku

Złote Wybrzeże – nazwa byłej brytyjskiej kolonii nad Zatoką Gwinejską na zachodzie Afryki. W 1957 roku stało się niezależnym państwem, Ghaną.
Kolonia Złotego Wybrzeża została utworzona w 1821 roku, kiedy brytyjski rząd przejął prywatne ziemie wzdłuż wybrzeża Afryki. Złote Wybrzeże długo było nazwą regionu wykorzystywanego przez Europejczyków, z powodu wielkich zasobów złota znalezionych w tym obszarze, chociaż handel niewolnikami był główną dziedziną stosowaną przez wiele lat. Początkowymi osadnikami na tym terenie byli Portugalczycy.
Wielka Brytania stale rozszerzała swoją kolonię przez wojny z miejscowymi królestwami, Konfederacją Aszanti i innymi europejskimi krajami, które miały kolonie w tym regionie. Głównym problemem Anglików byli ludzie Aszanti, którzy kontrolowali duży obszar Ghany zanim Europejczycy tu przybyli; do dziś jest to jeszcze najpotężniejsze plemię w Ghanie. W pierwszej wojnie (1863–1864) walczyły dwie grupy z powodu odmiennych zdań o wodzu Aszanti i niewolnictwie. Napięcia wzrosły w 1874 roku podczas drugiej wojny (1873–1874), kiedy Brytyjczycy zniszczyli stolicę Aszanti – Kumasi. Trzecia wojna (1893–1894) wybuchła, ponieważ nowy Asantehene (władca Aszanti) chciał wykorzystać swoją pozycję. W latach 1895–1896 Brytyjczycy i Aszanti walczyli w czwartej i ostatniej wojnie, po której Aszanti utracili niezależność. W 1900 roku wybuchło powstanie zakończone pokonaniem Aszanti i wkrótce utratą Kumasi. Powstanie wybuchło z powodu próby przejęcia Złotego Stolca, tronu Asantehene. Po zakończeniu ostatniej z wojen z dniem 1 stycznia 1902 roku Aszanti stali się brytyjskim protektoratem.
W 1946 roku Togo Brytyjskie, protektorat Aszanti i protektorat Fante zostały połączone ze Złotym Wybrzeżem by tworzyć jedną kolonię, zwykle nazywaną Złotym Wybrzeżem. Dziewięć lat później kolonia uzyskała niepodległość i zmieniła nazwę na Ghana.